# Irancy
Irancy é uma comuna francesa na região administrativa de Borgonha-Franco-Condado, no departamento de Yonne. Estende-se por uma área de 12,14 km². Em 2010 a comuna tinha 276 habitantes (densidade: 22,7 hab./km²).